# 1846 au Bas-Canada
Cet article traite des événements survenus en 1846 au Canada-Est. 

## Événements

### Juin
- 17 juin : Denis-Benjamin Viger démissionne comme président du Conseil exécutif[1].
- 18 juin : Denis-Benjamin Papineau, député d'Ottawa, succède à Viger au Conseil exécutif[1].